# Armin Hofer
Armin Hofer (* 19. März 1987 in Bruneck, Südtirol) ist ein italienischer Eishockeyspieler, der zuletzt bei Ritten Sport unter Vertrag stand und mit dem Klub in der Saison 2022/23 in der Alps Hockey League spielte.

## Karriere
Armin Hofer begann seine Karriere in der Jugendabteilung des HC Pustertal. In der Saison 2004/05 kam er zu seinen ersten drei Einsätzen in der ersten Mannschaft seines Heimatvereines. In der folgenden trainierte er mit der ersten Mannschaft, kam aber nur selten zu einige Einsätzen, bevor er schließlich in der Saison 2006/07 endgültig den Sprung in die A-Mannschaft schaffte. Seitdem spielt er ununterbrochen für den HC Pustertal und wuchs in den Reihen der Mannschaft zu einem wichtigen Verteidiger heran. Am 12. März 2011 schoss er seinen Heimatverein im vierten Halbfinalspiel gegen den HC Valpellice auswärts durch seinen spielentscheidenden Treffer zum 4:3 erstmals in der Vereinsgeschichte ins Finale der Serie A. 2012 gewann er mit den Pustertalern die Hauptrunde der Serie A, verlor dann aber erneut das Playoff-Finale, diesmal gegen den HC Bozen. Ein Jahr später war dann bereits im Halbfinale der Playoffs gegen Asiago Hockey Endstation. In der Saison 2013/14 musste er sich mit dem HC Pustertal gegen Ritten Sport im Finale geschlagen geben. In seiner bisher punktemäßig besten Saison 2014/15 (17 Tore und 29 Assist in 47 Spielen) musste er sich mit den Wölfen im Halbfinale wiederum gegen Ritten geschlagen geben. Nachdem er mit den Bruneckern bereits 2011 die Coppa Italia gewinnen konnte, gelang 2014 und 2016 der Sieg bei der Supercoppa. Von 2016 bis 2021 spielte er mit seinem Klub in der neugegründeten Alps Hockey League. Im Jahr 2016 gelang der erneute Gewinn der Supercoppa. Die Saison 2022/23 verbrachte er bei Ritten Sport.

### International
Für italienische Juniorenmannschaften nahm Armin Hofer an den U-18-Weltmeisterschaften der Division I 2004 und 2005 sowie den U-20-Weltmeisterschaften der Division I 2005, 2006 und 2007 teil.
Sein Debüt in der Herren-Nationalmannschaft gab Hofer bei der Weltmeisterschaft 2008 in der Top-Division, konnte den Abstieg der Italiener auch nicht verhindern. Beim Division-I-Turnier 2009 in Toruń gelang Hofer mit seinem Team jedoch der sofortige Wiederaufstieg. Das gleiche Muster wiederholte sich für Hofer und die Italiener auch in den Folgejahren: Den Abstiegen aus der Top-Division bei den Weltmeisterschaften 2010 und 2012 (hier fehlte Hofer jedoch verletzungsbedingt) folgten die Wiederaufstiege bei den Division-I-Turnieren 2011 und 2013. Nachdem Hofer 2014 erneut mit Italien aus der Top-Division abgestiegen war, verpasste er mit seiner Mannschaft im Folgejahr den erneuten sofortigen Wiederaufstieg und wurde nur Vorletzter in der A-Gruppe der Division I. 2016 gelang ihm dann der Wiederaufstieg in die Top-Division. Nach dem erneuten Abstieg aus der Top-Division bei der Weltmeisterschaft 2017 gelang 2018 der sofortige Wiederaufstieg. Hofer nahm mit Italien zudem an den Olympiaqualifikationen für die Winterspiele 2014 in Sotschi und 2018 in Pyeongchang teil.

## Erfolge und Auszeichnungen
- 2011 Sieger Coppa Italia mit dem HC Pustertal
- 2011 Sieger Supercup mit dem HC Pustertal
- 2011 Italienischer Vizemeister  mit dem HC Pustertal
- 2012 Italienischer Vizemeister  mit dem HC Pustertal
- 2014 Italienischer Vizemeister  mit dem HC Pustertal
- 2014 Sieger Supercup mit dem HC Pustertal
- 2016 Sieger Supercup mit dem HC Pustertal

### International
- 2009 Aufstieg in die Top-Division bei der Weltmeisterschaft der Division I, Gruppe B
- 2011 Aufstieg in die Top-Division bei der Weltmeisterschaft der Division I, Gruppe A
- 2013 Aufstieg in die Top-Division bei der Weltmeisterschaft der Division I, Gruppe A
- 2016 Aufstieg in die Top-Division bei der Weltmeisterschaft der Division I, Gruppe A
- 2018 Aufstieg in die Top-Division bei der Weltmeisterschaft der Division I, Gruppe A

## Karrierestatistik
(Legende zur Spielerstatistik: Sp oder GP = absolvierte Spiele; T oder G = erzielte Tore; V oder A = erzielte Assists; Pkt oder Pts = erzielte Scorerpunkte; SM oder PIM = erhaltene Strafminuten; +/− = Plus/Minus-Bilanz; PP = erzielte Überzahltore; SH = erzielte Unterzahltore; GW = erzielte Siegtore; 1 Play-downs/Relegation; Kursiv: Statistik nicht vollständig)